# Kazuma Ōseto
Kazuma Ōseto (jap. 大瀬戸一馬 Ōseto Kazuma) (ur. 5 sierpnia 1994 w Kandzie w prefekturze Fukuoka) – japoński lekkoatleta specjalizujący się w biegach sprinterskich. 
Zdobył dwa srebrne medale (w biegu na 100 metrów oraz sztafecie szwedzkiej) podczas rozegranych w 2011 mistrzostw świata juniorów młodszych. Brązowy medalista, w sztafecie 4 x 100 metrów, z juniorskich mistrzostw świata. W lipcu 2013 zdobył srebro mistrzostw Azji w Pune.
Rekordy życiowe: bieg na 100 metrów – 10,23 (29 kwietnia 2012, Hiroszima).

## Osiągnięcia
| Rok  | Impreza                               | Miejsce   | Konkurencja        | Pozycja    | Wynik   |
| ---- | ------------------------------------- | --------- | ------------------ | ---------- | ------- |
| 2011 | Mistrzostwa świata juniorów młodszych | Lille     | bieg na 100 m      | 2. miejsce | 10,52   |
| 2011 | Mistrzostwa świata juniorów młodszych | Lille     | sztafeta szwedzka  | 2. miejsce | 1:50.69 |
| 2012 | Mistrzostwa świata juniorów           | Barcelona | bieg na 100 m      | półfinał   | 10,56   |
| 2012 | Mistrzostwa świata juniorów           | Barcelona | sztafeta 4 x 100 m | 3. miejsce | 39,02   |
| 2013 | Mistrzostwa Azji                      | Pune      | sztafeta 4 x 100 m | 2. miejsce | 39,11   |
| 2013 | Igrzyska Azji Wschodniej              | Tiencin   | bieg na 100 m      | 3. miejsce | 10,48   |
| 2013 | Igrzyska Azji Wschodniej              | Tiencin   | sztafeta 4 x 100 m | 1. miejsce | 38,44   |
| 2015 | IAAF World Relays                     | Nassau    | sztafeta 4 x 100 m | 3. miejsce | 38,20   |
| 2015 | Mistrzostwa Azji                      | Wuhan     | sztafeta 4 × 400 m | 3. miejsce | 3:03,47 |
| 2015 | Uniwersjada                           | Gwangju   | sztafeta 4 × 100 m | 1. miejsce | 39,08   |
| 2015 | Mistrzostwa świata                    | Pekin     | sztafeta 4 × 100 m | eliminacje | 38,60   |